# Comuna Peatîhorî, Tetiiv
Peatîhorî (în ucraineană П`ятигори) este o comună în raionul Tetiiv, regiunea Kiev, Ucraina, formată din satele Molocine și Peatîhorî (reședința).

## Demografie
Componența lingvistică a comunei Peatîhorî
     Ucraineană (98,13%)
     Rusă (1,58%)
     Alte limbi (0,05%)
Conform recensământului din 2001, majoritatea populației comunei Peatîhorî era vorbitoare de ucraineană (98,13%), existând în minoritate și vorbitori de rusă (1,58%).